# 980 Anacostia
Anacostia (asteroide 980) é um asteroide da cintura principal com um diâmetro de 86,19 quilómetros, a 2,1945427 UA. Possui uma excentricidade de 0,2002035 e um período orbital de 1 660,13 dias (4,55 anos).
Anacostia tem uma velocidade orbital média de 17,98086098 km/s e uma inclinação de 15,88571º.
Este asteroide foi descoberto em 21 de Novembro de 1921 por George Peters.